# Stephen Simmonds
Stephen Simmonds is een Zweeds zanger. Hij groeide op in Zweden, in de Verenigde Staten en Israël. Na een demo te hebben opgenomen met de Zweedse producer Peter Cartriers mocht Simmonds een contract tekenen met de platenlabels Parlophone/EMI in het Verenigd Koninkrijk en Priority Records in de Verenigde Staten. Later dat jaar kwam zijn eerste album Alone uit, dat genomineerd werd voor 5 Grammy's.

## Discografie
Studioalbums
- Alone (1997), Superstudio/Diesel Music
- Spirit Tales (1998), Parlophone/EMI
- For Father (2002), Diesel Music/Sony
- This Must Be Ground (2004-2005), For Father Recordings